# ویکی‌پدیای گجراتی
ویکی‌پدیای گجراتی نسخه زبان گجراتی وب‌گاه ویکی‌پدیا است.  زبان گجراتی تا ۱۹ اوت ۲۰۱۱ با‌بیش‌از ۲۰,۰۰۰ مقاله در رده هشتادویکم ویکی‌پدیاها قرار گرفته‌است.